# SK Lokomotīve Dyneburg
Lokomotīve Dyneburg (łot. Lokomotīve Daugavpils) – łotewski klub żużlowy z Dyneburga. Na arenie międzynarodowej znany jest pod nazwą Lokomotiv.
Klub od sezonu 2005 startuje w polskiej lidze żużlowej. W roku 2020 zdobył brązowy medal drużynowych mistrzostw Polski juniorów.

## Historia
Klub pierwsze wielkie sukcesy śwęcił w pierwszej połowie lat 70. XX wieku, startując w radzieckiej lidze żużlowej – pod nazwą rosyjską Lokomotiw. Wywalczył wówczas dwukrotnie tytuł wicemistrza Związku Radzieckiego (1970 i 1971), zdobył Puchar Par ZSRR (1973; w roku następnym zajął natomiast trzecie miejsce), a jego zawodnicy stawali na najniższym stopniu podium Indywidualnych Mistrzostw ZSRR: Anatolij Pietrowskij w 1970 i Anatolij Kuźmin w 1972. W następnych latach aż do upadku Związku Radzieckiego Lokomotiw zdobywał medale już wyłącznie w Młodzieżowych Indywidualnych Mistrzostwach ZSRR, zdobywając w sumie w tej konkurencji 6 krążków. Na przełomie lat 70. i 80. worek z medalami otworzyli w 1979 Władimir Tkaczuk (wicemistrz) i Walierij Charitonow (II wicemistrz). W roku następnym Tkaczuk zdobył pierwszy tytuł mistrzowski dla łotewskiego zespołu, a jego sukces powtórzył w 1982 Siergiej Danu. Pod koniec lat 80. wyniki Tkaczuka skopiował Andrejs Koroļevs, zdobywając najpierw tytuł wicemistrzowski w 1988, a rok później tytuł mistrza.

Po transformacji ustrojowej i rozpadzie Związku Radzieckiego Lokomotīve został jedynym klubem żużlowym na Łotwie, z powodu upadku speedwaya w stołecznej Rydze, odtąd startuje zatem wyłącznie w ligach zagranicznych, a jego żużlowcy stanowią jednocześnie łotewską reprezentację narodową. W latach 1998–2002 łotewscy zawodnicy zasilali rosyjski klub Newa Sankt Petersburg startujący w lidze fińskiej, przez 5 ostatnich lat nie schodząc z podium. Trzykrotnie zdobył tytuł II wicemistrza (1998, 1999, 2001), raz tytuł wicemistrza (2002), a w 2000 wywalczył tytuł mistrza Finlandii. W tym samym czasie Lokomotiv odnosił również sukcesy w lidze rosyjskiej, w której już w swym debiucie w 1995 zdobył medal brązowy. Wynik ten powtórzył jeszcze trzykrotnie, w latach 1996, 2001 i 2002. W 2001 Lokomotīve odniósł również pierwszy sukces w Klubowym Pucharze Europy, zajmując w finale trzecie miejsce (klub dotąd 5-krotnie był finalistą tych rozgrywek). Od 2003 drużyna startowała już tylko w lidze rosyjskiej, i to pod nową nazwą – Spīdveja centrs Daugavpils – ale bez powodzenia. W 2005 klub podjął decyzję o przystąpieniu do rozgrywek ligowych w Polsce. Sezon 2005 był jednocześnie ostatnim sezonem startów w lidze rosyjskiej oraz sezonem największych sukcesów międzynarodowych – klub zajął drugie miejsce w finale Klubowego Pucharu Europy, a jego wychowanek Ķasts Puodžuks zdobył tytuł wicemistrza Europy U-19. Od sezonu 2006 klub startuje wyłącznie w rozgrywkach ligowych w Polsce – powróciwszy do swojej starej nazwy Lokomotīve. W sezonach 2005-2007 Lokomotīve startował w II lidze (najniższy poziom rozgrywkowy), i w 2007 w barażach z TŻ-em Lublin wywalczył awans do I ligi. W 2008 jako beniaminek I ligi zajął w niej wysokie 5. miejsce. Jeszcze lepiej było w kolejnym sezonie – 2009. Pomimo początkowych problemów finansowych, Łotysze ostatecznie uplasowali się na 2. miejscu, przegrywając jedynie z Unią Tarnów. Lokomotīve wyprzedził wówczas w tabeli m.in. Stal Rzeszów i Start Gniezno. Miejsce to premiowało zespół z Dyneburga do walki o ekstraligę z Atlasem Wrocław. Władze Lokomotīvu, w porozumieniu z drużyną z Wrocławia, postanowiły, że ze względów finansowych nie przystąpią do spotkań barażowych. Wpływ na tę decyzję miały mieć m.in. inwestycje, których dokonać musiałby klub z Łotwy, aby dostosować swój stadion do wymogów ewentualnych startów w ekstralidze. W związku z tym Główna Komisja Sportu Żużlowego orzekła dwukrotny walkower na korzyść Atlasu.

## Poszczególne sezony

### Starty w radzieckiej lidze
| Sezon | Liga             | Miejsce | Uwagi |
| ----- | ---------------- | ------- | --- |
| 1964  | Liga ZSRR        | 12      | (w tym sezonie jako Iskra Daugavpils)                                                                                             |
| 1965  | –                | –       | w tym roku nie było rozgrywek ligowych w ZSRR                                                                                     |
| 1966  | I Grupa          | 7       | (ostatnie miejsce, utrzymał się ze względu na rozszerzenie ekstraklasy; od tego sezonu jako Lokomotiv Daugavpils)                 |
| 1967  | Klasa A          | 7       | |
| 1968  | Klasa A          | 5       | |
| 1969  | Klasa A          | 7       | |
| 1970  | Klasa A          | 2       | |
| 1971  | Klasa A          | 2       | |
| 1972  | Klasa A          | 4       | |
| 1973  | Klasa A          | 7       | (ostatnie miejsce, utrzymał się ze względu na rozszerzenie ekstraklasy)                                                           |
| 1974  | Klasa A          | 8       | spadek |
| 1975  | I Liga – Klasa A | 1       | awans do ekstraklasy |
| 1976  | Wyższa Liga      | 6       | (ostatnie miejsce, utrzymał się ze względu na rozszerzenie ekstraklasy)                                                           |
| 1977  | Wyższa Liga      | 7       | |
| 1978  | Wyższa Liga      | 7       | spadek |
| 1979  | I Liga           | 2       | awans do ekstraklasy (wobec wycofania się przed rozgrywkami następnego sezonu zwycięzcy I Ligi 1979, drużyny Gidropriwod Szachty) |
| 1980  | Wyższa Liga      | 6       | |
| 1981  | Wyższa Liga      | 6       | |
| 1982  | –                | –       | zespół nie przystąpił do rozgrywek                                                                                                |
| 1983  | Wyższa Liga      | 3       | w „Strefie Zachód” |
| 1984  | Wyższa Liga      | 6       | w „Strefie Zachód” |
| 1985  | Wyższa Liga      | 3       | w „Strefie Zachód” |
| 1986  | Wyższa Liga      | 6       | w „Strefie Zachód” – spadek (ostatnie miejsce)                                                                                    |
| 1987  | I Liga – Grupa A | 4       | |
| 1988  | I Liga – Grupa A | 2       | awans do ekstraklasy |
| 1989  | Wyższa Liga      | 4       | |
| 1990  | Wyższa Liga      | 7       | (ostatnie miejsce, utrzymał się ze względu na rozszerzenie ekstraklasy)                                                           |
| 1991  | Wyższa Liga      | 5       | |

### Starty w rosyjskiej lidze
| Sezon | Liga     | Miejsce | Uwagi                                           |
| ----- | -------- | ------- | ----------------------------------------------- |
| 1995  | DM Rosji | 3       | (od tego sezonu jako Lokomotiv Daugavpils)      |
| 1996  | DM Rosji | 3       |                                                 |
| 1997  | DM Rosji | 4       |                                                 |
| 1998  | DM Rosji | 4       |                                                 |
| 1999  | DM Rosji | 4       |                                                 |
| 2000  | DM Rosji | 4       |                                                 |
| 2001  | DM Rosji | 3       |                                                 |
| 2002  | DM Rosji | 3       |                                                 |
| 2003  | DM Rosji | 4       | (od tego sezonu jako Speedway-Centr Daugavpils) |
| 2004  | DM Rosji | 4       |                                                 |
| 2005  | DM Rosji | 8       | (ostatnie miejsce)                              |

### Starty w polskiej lidze
| Sezon | Rozgrywki ligowe | Rozgrywki ligowe | Rozgrywki ligowe | Uwagi                                                            |
| Sezon | Liga             | Liga             | Miejsce          | Uwagi                                                            |
| ----- | ---------------- | ---------------- | ---------------- | ---------------------------------------------------------------- |
| 2005  | III              | II liga          | 3/6              |                                                                  |
| 2006  | III              | II liga          | 3/9              |                                                                  |
| 2007  | III              | II liga          | 2/7              | Wygrane baraże o awans                                           |
| 2008  | II               | I liga           | 5/8              |                                                                  |
| 2009  | II               | I liga           | 2/8              | Przegrane baraże o awans                                         |
| 2010  | II               | I liga           | 4/8              |                                                                  |
| 2011  | II               | I liga           | 5/8              |                                                                  |
| 2012  | II               | I liga           | 4/6              |                                                                  |
| 2013  | II               | I liga           | 3/7              |                                                                  |
| 2014  | II               | I liga           | 6/8              |                                                                  |
| 2015  | II               | I liga           | 1/7              | Brak awansu – klub nie był w stanie spełnić wymogów licencyjnych |
| 2016  | II               | I liga           | 1/11             | Brak awansu – zgodnie z regulaminem klub nie miał prawa awansu   |
| 2017  | II               | I liga           | 3/8              |                                                                  |
| 2018  | II               | I liga           | 4/8              |                                                                  |
| 2019  | II               | I liga           | 6/7              |                                                                  |
| 2020  | II               | I liga           | 8/8              |                                                                  |
| 2021  | III              | II liga          | 4/7              |                                                                  |
| 2022  | III              | II liga          | 4/7              |                                                                  |
| 2023  | III              | II liga          | 5/7              |                                                                  |
| 2024  | III              | KLŻ              | 5/6              |                                                                  |

| Poziom ligowy | Liczba sezonów | Sezony               |
| ------------- | -------------- | -------------------- |
| II            | 13             | 2008–2020            |
| III           | 7              | 2005–2007, 2021–2024 |

### Starty w klubowym Pucharze Europy
| Sezon | Liga     | Miejsce | Uwagi                       |
| ----- | -------- | ------- | --------------------------- |
| 1998  | Grupa A  | 4       | półfinał (ostatnie miejsce) |
| 1999  | Grupa A  | 3       | półfinał                    |
| 2000  | Grupa A  | 3       | półfinał                    |
| 2001  | Finał    | 3       |                             |
| 2002  | Finał    | 5       | (ostatnie miejsce)          |
| 2003  | Grupa A  | 2       | półfinał                    |
| 2004  | Grupa A  | 2       | półfinał                    |
| 2005  | Finał    | 2       |                             |
| 2006  | Finał    | 4       | (ostatnie miejsce)          |
| 2007  | Półfinał | 2       |                             |
| 2008  | Finał    | 4       | (ostatnie miejsce)          |

## Zawodnicy

### Kadra drużyny
Stan na 19 sierpnia 2025
| Kat.                                                   | Nar.    | Fed.    | Żużlowiec           | DMP (KLŻ) | Uwagi                             |
| ------------------------------------------------------ | ------- | ------- | ------------------- | --------- | --------------------------------- |
| S                                                      | Dania   | Dania   | René Bach           | T         |                                   |
| S                                                      | Łotwa   | Łotwa   | Daniils Kolodinskis | T         |                                   |
| S                                                      | Łotwa   | Łotwa   | Jevgeņijs Kostigovs | T         |                                   |
| S                                                      | Łotwa   | Łotwa   | Oļegs Mihailovs     | T         |                                   |
| S                                                      | Szwecja | Szwecja | Victor Palovaara    | T         |                                   |
| S                                                      | Łotwa   | Łotwa   | Ķasts Puodžuks      | T         |                                   |
| U24                                                    | Dania   | Dania   | Emil Breum Ankersen | T         | Wypożyczony z GKM-u Grudziądz     |
| U24                                                    | Dania   | Dania   | Esben Hjerrild      | T         |                                   |
| U21                                                    | Łotwa   | Łotwa   | Artjoms Juhno       | T         |                                   |
| U21                                                    | Łotwa   | Łotwa   | Nikita Kauliņš      | T         |                                   |
| U17                                                    | Łotwa   | Łotwa   | Damirs Fiļimonovs   | T         | Wypożyczony ze Stali Gorzów Wlkp. |
| „” oznacza, że zawodnik został zgłoszony do rozgrywek. |         |         |                     |           |                                   |